# Cadillac Series 62
Der Series 62 war eine von 1940 bis 1964 vom US-amerikanischen Automobilhersteller General Motors unter der Marke Cadillac angebotene Modellreihe.

## Modellgeschichte

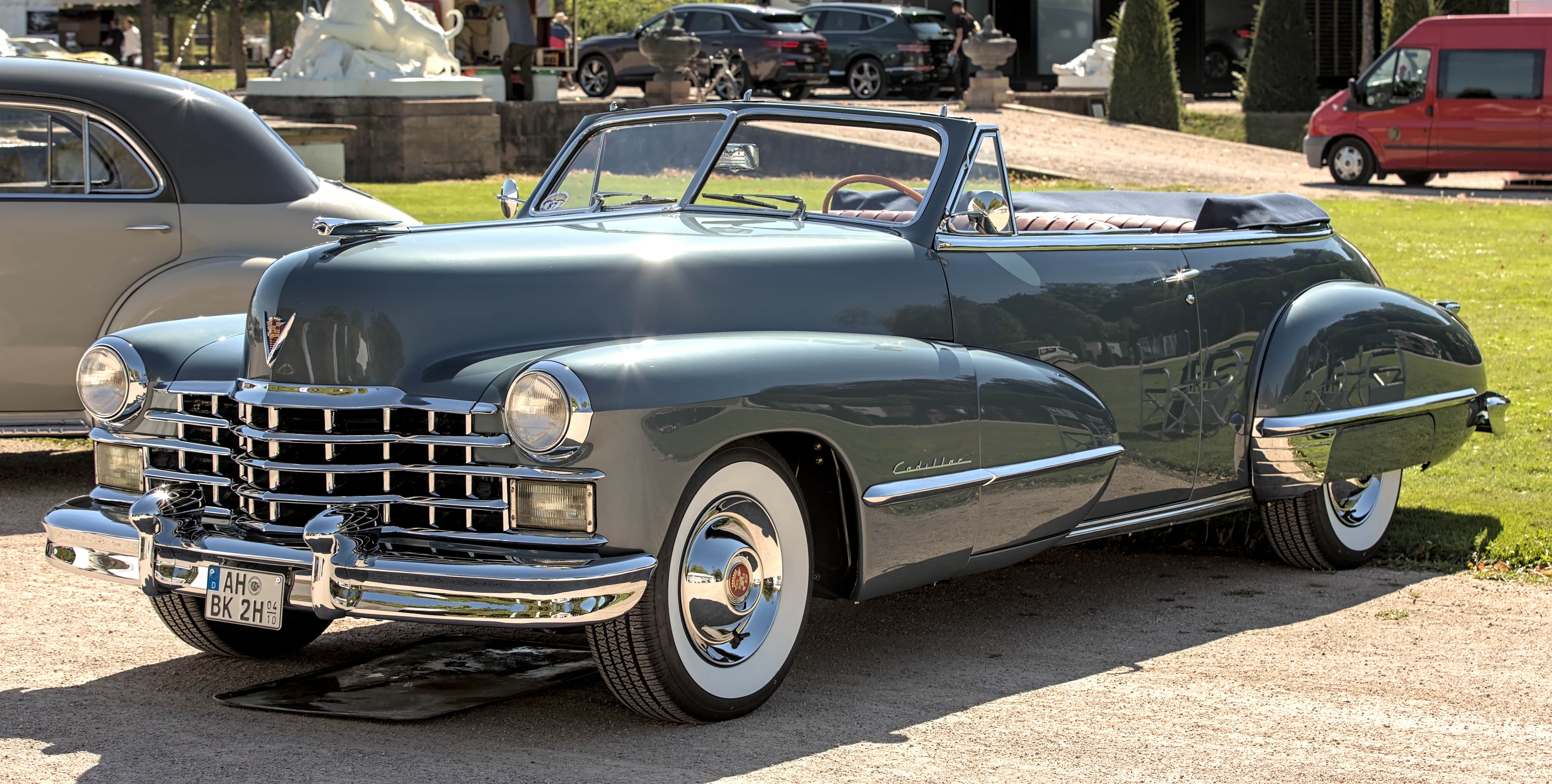
Cadillac Series 62 Convertible, Modelljahr 1947

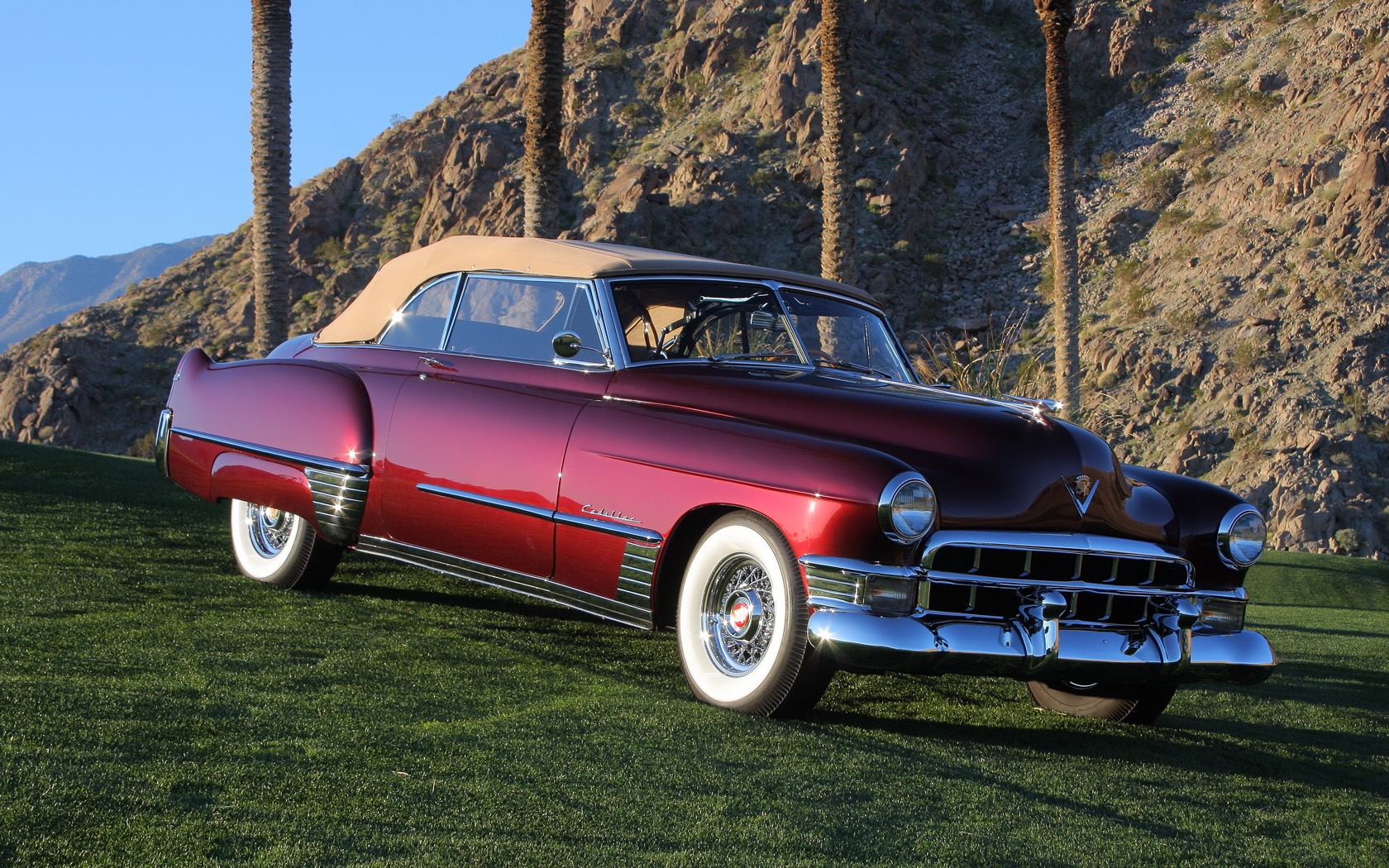
Cadillac Series 62 Convertible, Modelljahr 1949

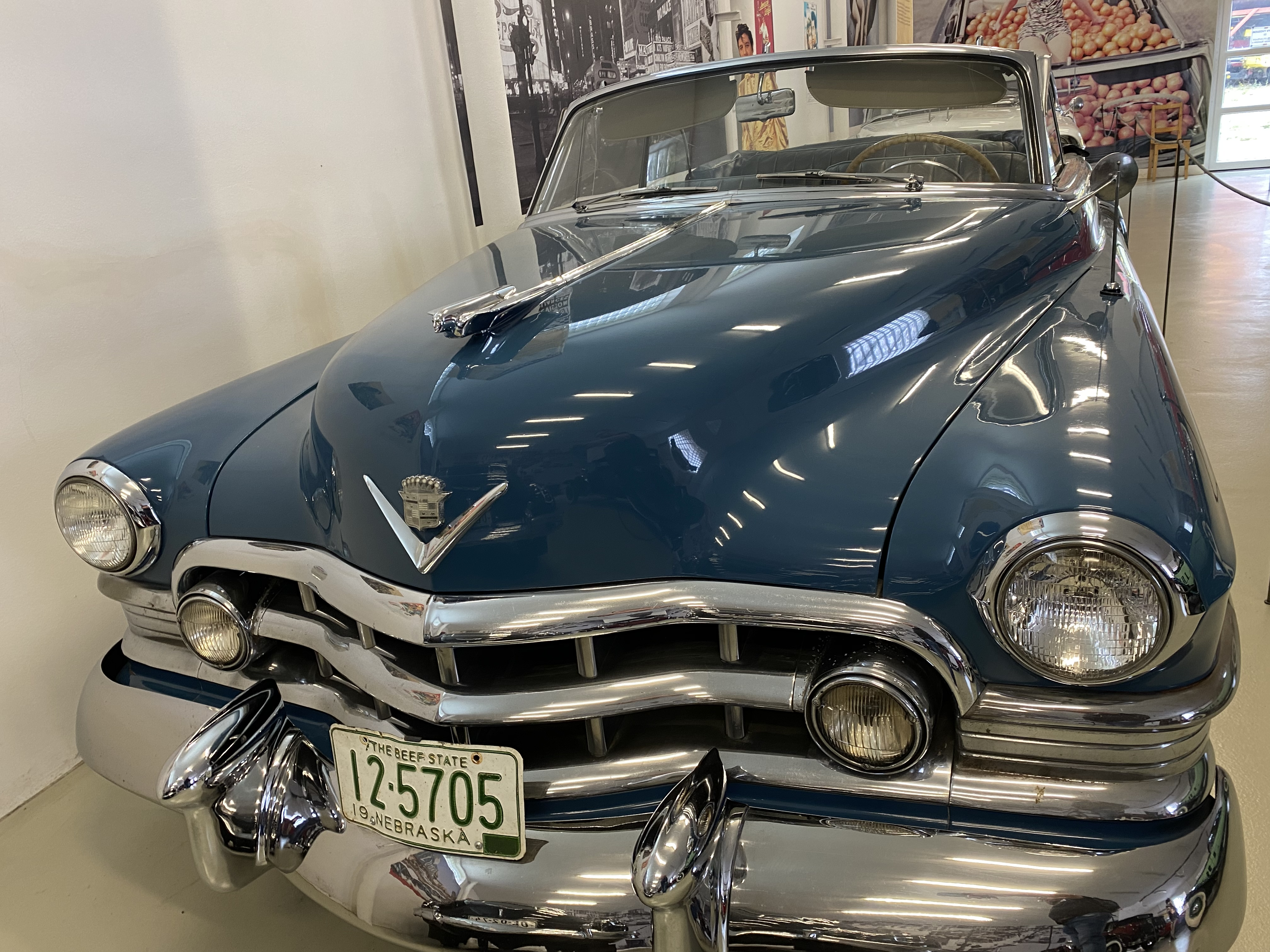
Cadillac Series 62 Convertible, Modelljahr 1950

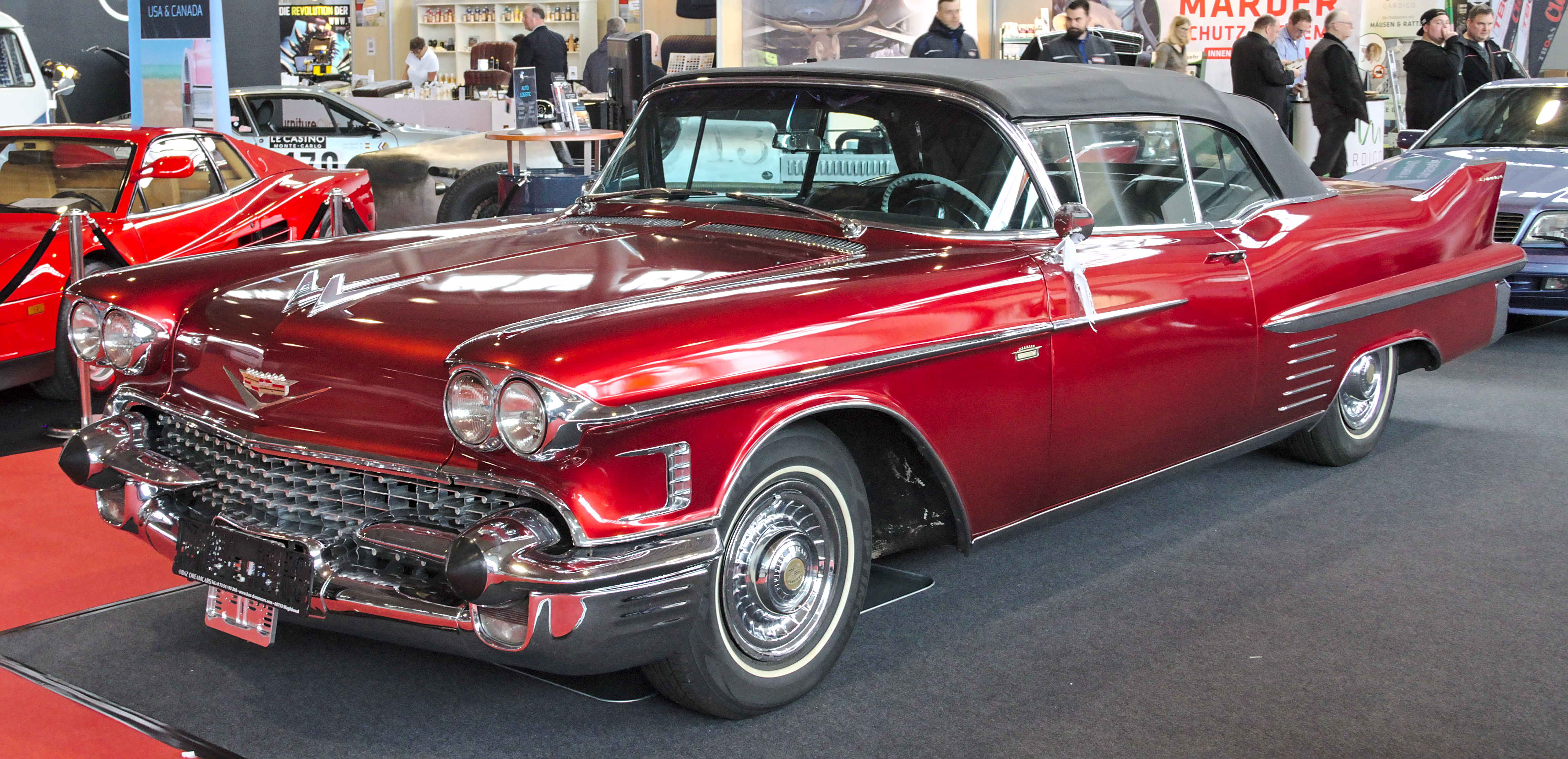
Cadillac Series 62 Convertible, Modelljahr 1958

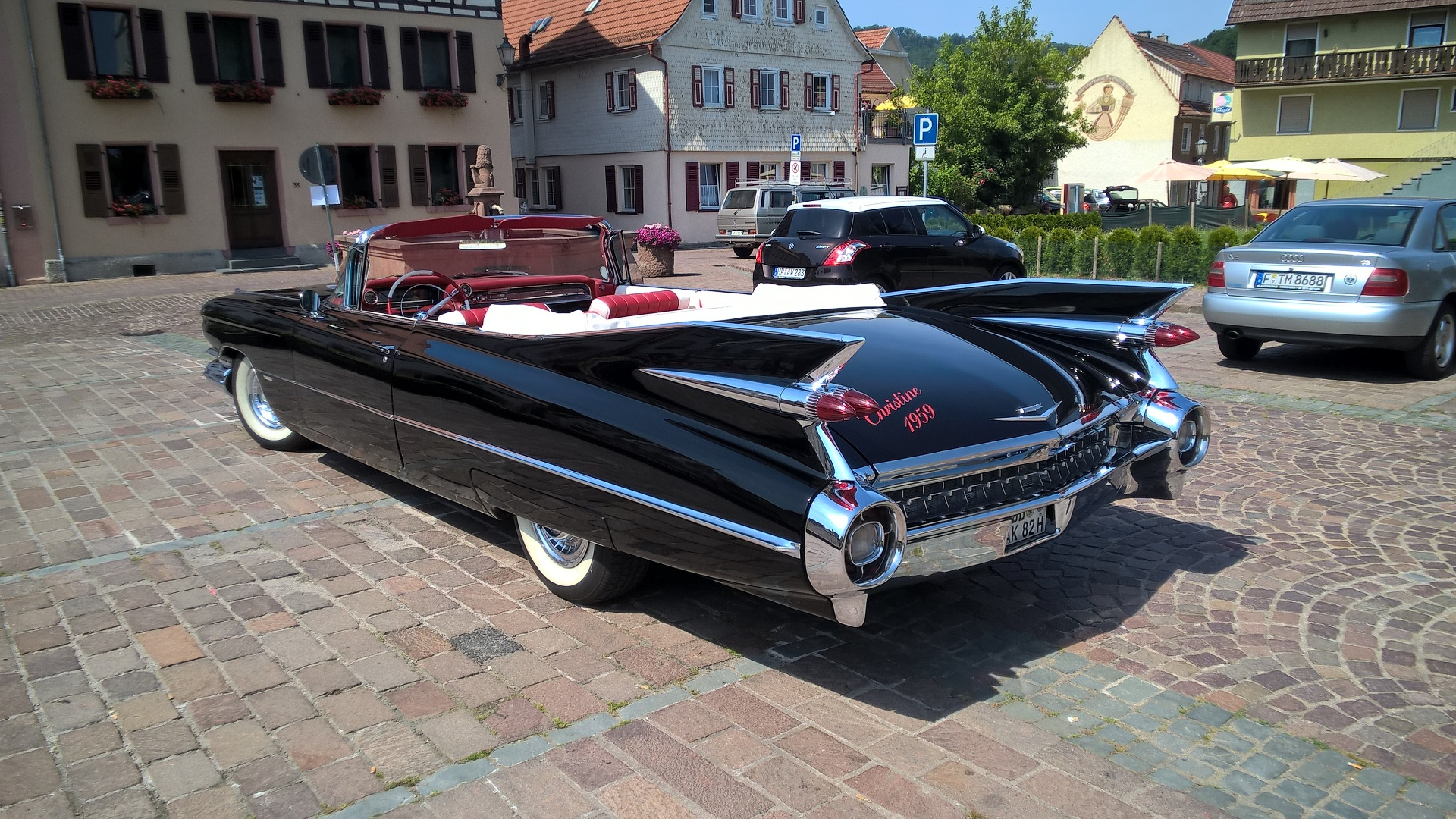
Cadillac Series 62 Convertible, Modelljahr 1959

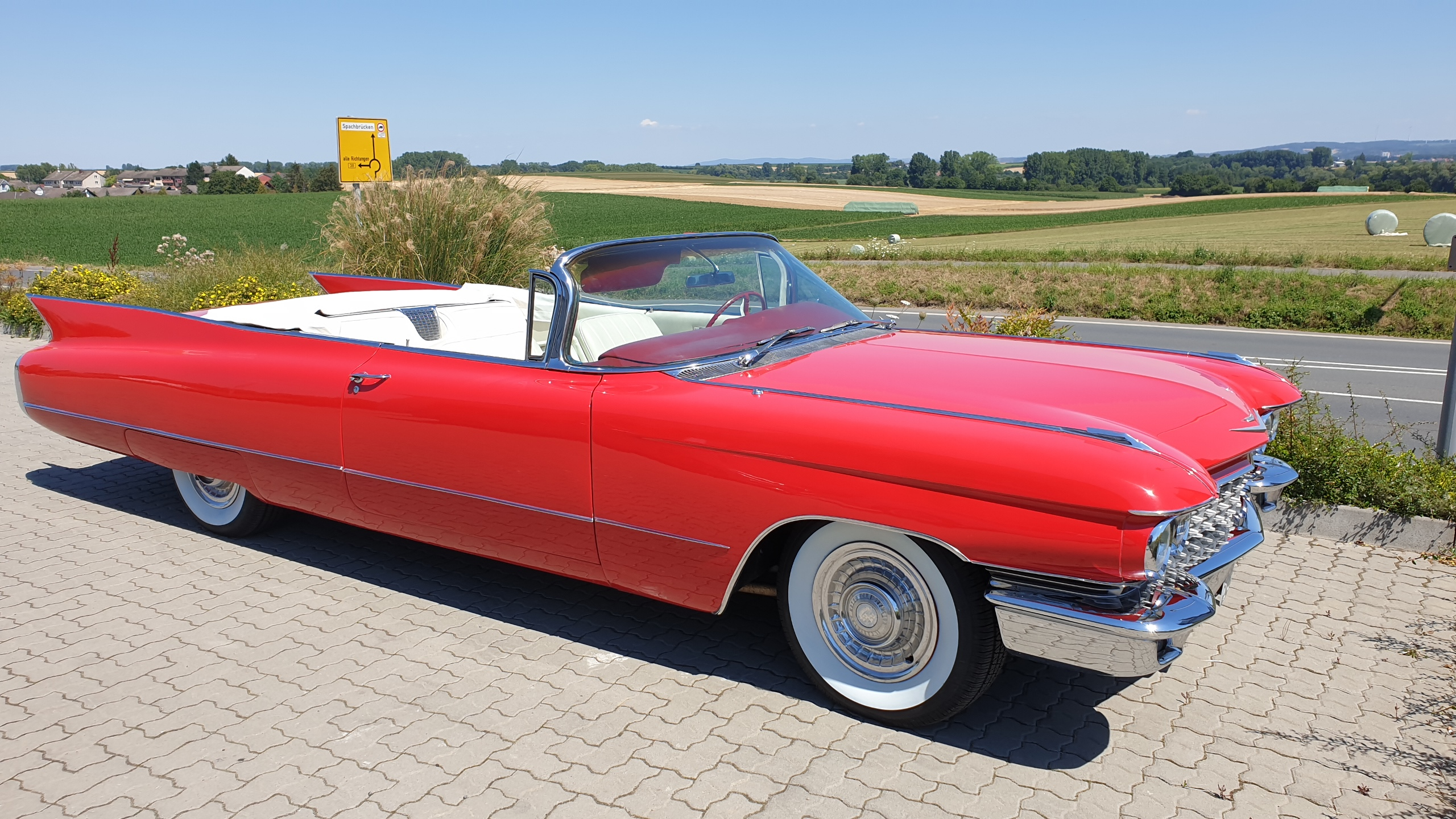
Cadillac Series 62 Convertible, Modelljahr 1960

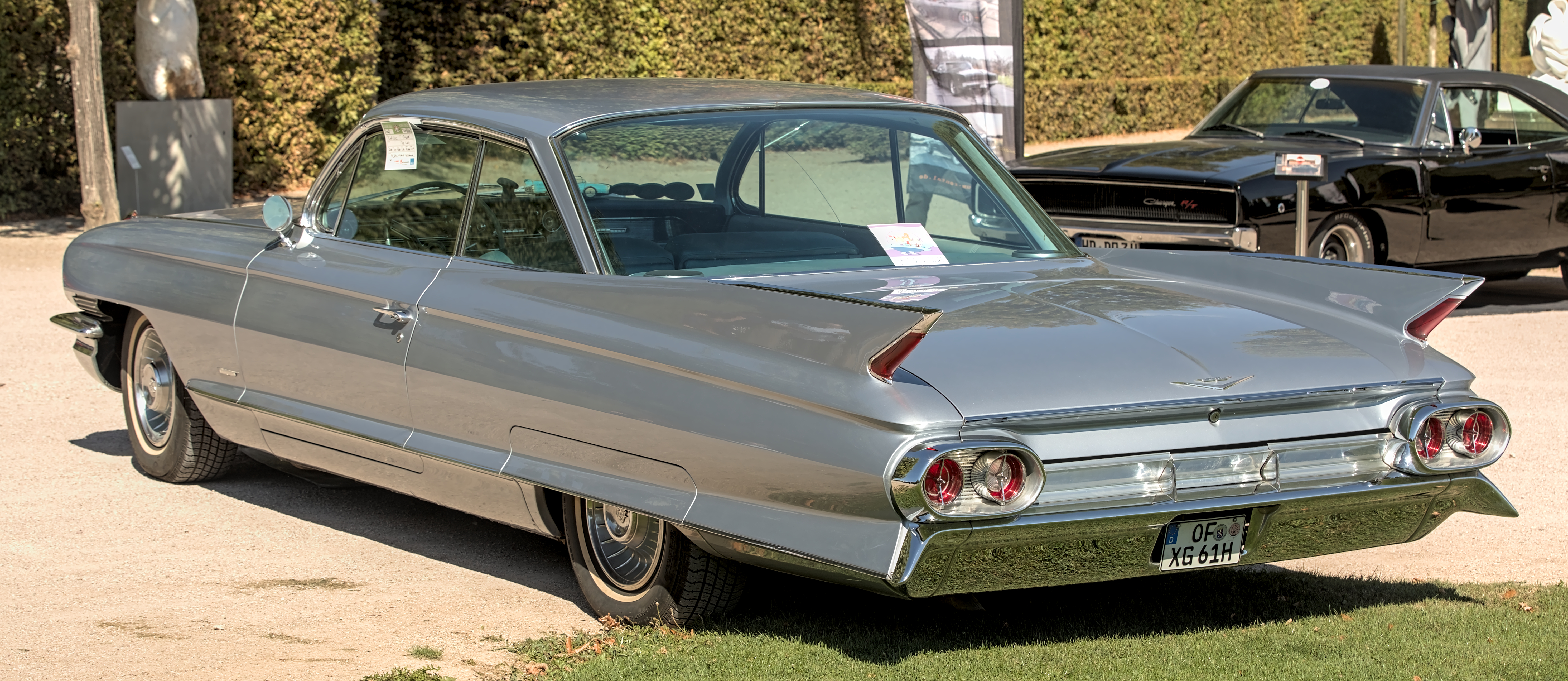
Cadillac Series 62 Coupé, Modelljahr 1961

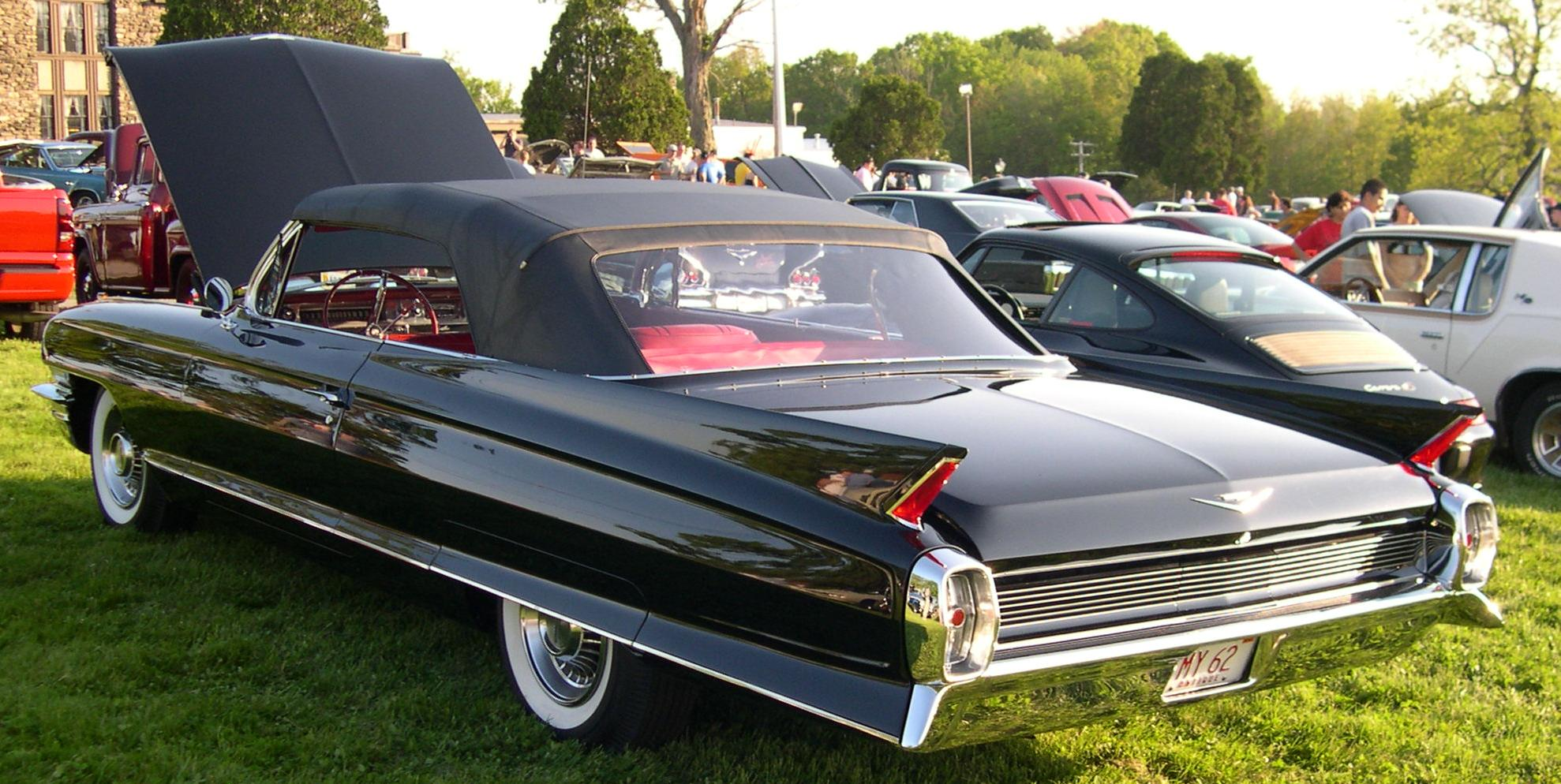
Cadillac Series 62 Convertible, Modelljahr 1962

Im Modelljahr 1940 gliederte sich das Cadillac-Angebot in die Typen Series 60S (Sixty Special), Series 62 und Series 75.
Der Series 62 löste dabei den 1939 angebotenen Series 61 als preiswertestes Cadillac-Modell ab. Angetrieben wurde er von dem unverändert aus dem Vorgänger übernommenen 5,7-Liter-V8 mit stehenden Ventilen und 135 PS. Angeboten wurden zweitürige Coupés und Cabriolets und ein fünfsitziger Touring Sedan sowie ein Viertürer-Cabriolet. Der Radstand des 62 betrug 327,6 cm (+7,6 cm im Vergleich zum Series 61 des Vorjahres).
Ab Modelljahr 1941 erlebte der alte Series 61 ein Comeback, denn er diente nun als Ersatz für die eingestellte Schwestermarke LaSalle, die von 1927 bis 1940 unter Cadillac-Leitung preiswertere Modelle der oberen Mittelklasse angeboten hatte. Der 62 rückte dadurch in der Cadillac-Hierarchie um eine Stufe höher.
1941 erstarkte der 5,7-Liter-V8 auf 150 PS, im verkürzten Modelljahr 1942 entfiel das viertürige Cabriolet. Der Series 62 gehörte zur C-Plattform-Familie von General Motors und war damit mit verschiedenen Modellen von Oldsmobile und Buick verwandt, während der 61 auf der kürzeren B-Plattform des Konzerns basierte.
Als Cadillac nach Kriegsende im Mai 1946 die Produktion wieder aufnahm, gab es auch den 62 in unveränderter Gestalt wieder. Zum Modelljahr 1948 erhielt der 62, wie alle Cadillacs, eine neue Karosserie mit ersten Heckflossen-Ansätzen; Radstand und Abmessungen waren nun mit dem Einstiegsmodell 61 identisch, so dass der 62 von nun an nur noch einen besser ausgestatteten 61 darstellte. Das Modellprogramm umfasste weiterhin Club Coupe, Cabriolet und Limousine, angetrieben vom 5,7-Liter, welcher ab Modelljahr 1949 durch einen neuen 5,4-Liter-V8 mit hängenden Ventilen (160 PS) ersetzt wurde.
Zum Modelljahr 1950 erschien als Teil der Serie 62 das Coupe DeVille mit Hardtop-Coupé-Karosserie ohne B-Säule. 1952 stieg die Leistung des 5,4-Liter-V8 auf 190, 1953 auf 210 und 1954 auf 230 PS. Ab 1956 ergänzte der Sedan de Ville als Hardtop-Limousine das Programm der Serie 62. Das 1953 eingeführte Luxus-Cabriolet Cadillac Eldorado samt seiner 1955 erschienenen Coupé-Variante zählte in den ersten Jahren offiziell ebenfalls zur 62-Familie. 1955 wurde die Motorleistung weiter auf 250 PS erhöht. 1956 wurde der Motor auf sechs Liter Hubraum vergrößert (285 PS, 1957: 300, 1957: 310 PS). 1958 kam zusätzlich zur regulären 62-Limousine eine „Extended Deck“-Version mit knapp 25 cm längerem Heck ins Programm. Ab Modelljahr 1959 wurden die DeVille- und Eldorado-Modelle aus der Serie 62 offiziell ausgegliedert und als eigene Modellreihen geführt (intern Series 6300 und Series 6400 genannt). Ab 1959 fand zudem ein größerer 6,4-Liter-V8 in allen Modellen Verwendung (im 62 mit 325 PS). Die längere Extended Deck-Variante war nach einem Jahr wieder entfallen, dafür wurde die 62-Limousine von 1959 bis 1964 mit vier oder sechs Seitenfenstern und jeweils anderer Dachlinie angeboten. Dazu gesellte sich im Modelljahr 1962 ein Town Sedan-Viertürer mit knapp 20 cm kürzerer Heckpartie. Im letzten Modelljahr des 62, 1964, entfiel das Cabriolet.
Ab Modelljahr 1965 wurde der Series 62 durch den Cadillac Calais ersetzt.
Von 1940 bis 1964 entstanden insgesamt knapp 1,39 Millionen Exemplare des 62 (dazu von 1953 bis 1958 in Summe 18.257 Eldorado-Modelle).

## Technische Daten
| Modelljahr | Hubraum (cm³) | Leistung (PS) | Radstand (cm) | Preis (US-$) | Stückzahl                                 |
| ---------- | ------------- | ------------- | ------------- | ------------ | ----------------------------------------- |
| 1940       | 5671          | 135           | 327,6         | 1685–2195    | 5903                                      |
| 1941       | 5671          | 150           | 327,6         | 1420–1965    | 27.734                                    |
| 1942       | 5671          | 150           | 327,6         | 1667–2020    | 4961                                      |
| …          | 5671          | 150           | 327,6         |              |                                           |
| 1946       | 5671          | 150           | 327,6         | 2284–2556    | Coupé: 2323 Lim.: 14.901 Cabrio: 1342     |
| 1947       | 5671          | 150           | 327,6         | 2446–2902    | Coupé: 7245 Lim.: 25.835 Cabrio: 6755     |
| 1948       | 5671          | 150           | 320           | 2912–3442    | Coupé: 4764 Lim.: 23.999 Cabrio: 4764     |
| 1949       | 5425          | 160           | 320           | 2966–3497    | Coupé: 9665 Lim.: 37.978 Cabrio: 8000     |
| 1950       | 5425          | 160           | 320           | 3150–3654    | Coupé: 10.941 Lim.: 41.891 Cabrio: 6986   |
| 1951       | 5425          | 160           | 320           | 3436–3987    | Coupé: 20.373 Lim.: 55.354 Cabrio: 6117   |
| 1952       | 5425          | 190           | 320           | 3542–4110    | Coupé: 21.230 Lim.: 42.625 Cabrio: 6400   |
| 1953       | 5425          | 210           | 320           | 3571–4144    | Coupé: 28.903 Lim.: 47.644 Cabrio: 8367   |
| 1954       | 5425          | 230           | 327,6         | 3838–4404    | Coupé: 34.630 Lim.: 34.255 Cabrio: 6310   |
| 1955       | 5425          | 250           | 327,6         | 3882–4448    | Coupé: 61.179 Lim.: 45.307 Cabrio: 8150   |
| 1956       | 5982          | 285           | 327,6         | 4146–4711    | Coupé: 51.735 Lim.: 68.417 Cabrio: 8300   |
| 1957       | 5982          | 300           | 329           | 4609–5225    | Coupé: 48.933 Lim.: 56.535 Cabrio: 9000   |
| 1958       | 5982          | 310           | 329           | 4784–5454    | Coupé: 37.150 Lim.: 58.481 Cabrio: 7825   |
| 1959       | 6392          | 325           | 330           | 4892–5455    | Coupé: 21.947 Lim.: 37.659 Cabrio: 11.130 |
| 1960       | 6392          | 325           | 330           | 4892–5455    | Coupé: 19.978 Lim.: 36.846 Cabrio: 14.000 |
| 1961       | 6392          | 325           | 329           | 4892–5455    | Coupé: 16.005 Lim.: 30.916 Cabrio: 15.500 |
| 1962       | 6392          | 325           | 329           | 5025–5588    | Coupé: 16.833 Lim.: 36.644 Cabrio: 16.800 |
| 1963       | 6392          | 325           | 329           | 5026–5590    | Coupé: 16.786 Lim.: 29.912 Cabrio: 17.600 |
| 1964       | 6392          | 325           | 329           | 5048–5236    | Coupé: 12.166 Lim.: 22.913                |

Im Zeitraum von 1942 bis 1946 gab es aufgrund des Zweiten Weltkrieges nur eine eingeschränkte zivile Fahrzeugproduktion.